# Malechowo (gemeente)
De gemeente Malechowo is een landgemeente in het Poolse woiwodschap West-Pommeren, in powiat Sławieński.
De gemeente telt 22 administratieve plaatsen (solectwo): Bartolino, Białęcino, Borkowo, Darskowo, Drzeńsko, Gorzyca, Grabowo, Karwice, Kosierzewo, Lejkowo, Malechowo, Malechówko, Niemica, Ostrowiec, Paprotki, Paproty, Pękanino, Podgórki, Przystawy, Sulechowo, Święcianowo en Zielenica.
De zetel van de gemeente is in het dorp Malechowo.
De gemeente beslaat 21,7% van de totale oppervlakte van de powiat.

## Demografie
De gemeente heeft 11,4% van het aantal inwoners van de powiat.

## Plaatsen zonder de statussołectwo
Baniewo, Białęciniec, Karw, Karwiczki, Kawno, Krzekoszewo, Kukułczyn, Kusice, Kusiczki, Laski, Lejkówko, Miłomyśl, Mułek, Nowy Żytnik, Pięćmiechowo, Sęczkowo, Sulechówko, Uniedrożyn, Uniesław, Witosław, Włodzisław, Zalesie, Żegocino

## Aangrenzende gemeenten
- Darłowo en Sławno (powiat Sławieński)
- Polanów en Sianów (powiat Koszaliński)